# L'uomo al balcone
L'uomo al balcone (titolo originale Mannen på balkongen) è un romanzo poliziesco pubblicato nel 1967 dalla coppia di autori svedesi Maj Sjöwall e Per Wahlöö. Il romanzo è il terzo della serie in cui indaga il commissario di polizia di Stoccolma Martin Beck.

## Edizioni
- Maj Sjöwall e Per Wahlöö, L'uomo al balcone, traduzione di Renato Zatti, collana La memoria, Sellerio Editore, 2006,  p. 292, ISBN 88-389-2135-0.